# Фатеж
Фатеж (рос. Фатеж) — місто в Росії, адміністративний центр Фатезького району Курської області. Населення за даними перепису 2002 року становило 5710 жителів, станом на 1 січня 2010 року — 5042 жителі. Місто розташоване на березі річки Усожа (притока Свапи), на автодорозі М2 «Крим» (E105) за 45-48 км на північний захід від Курська.

## Історія
Фатеж заснований у XVII столітті. У 1779 році за указом про утворення Курської губернії від 23 травня 1779 року село перетворено на повітове місто Фатеж.
Наприкінці XVIII століття — початку XIX столітті у Фатежі торгували прядивом, зерном, медом, салом і воском. Основними заняттями населення до кінця XIX століття залишалися сільське господарство і торгівля. У XX столітті розвивається виробництво, включаючи виготовлення прядива і заводи з переробки місцевих продуктів сільського господарства.

## Економіка
- Прядив'янооброблювальний завод — на початок XXI сторіччя не функціонує;
- Виробництво трикотажних виробів — не функціонує;
- Маслоробний завод — практично не працює;
- Виробництво м'ясо-кісткового борошна — функціонує;
- Харчокомбінат — функціонує;
- Цегельний завод — працює сезонно.

Переважно промисловість міста занепала, але у селищі Чермошний, що розташовується біля міста, успішно розвивається експериментальний комбінат дитячого харчування, філія компанії «Вімм-Білль-Данн», який забезпечує роботою досить велику частку фатезьких жителів. У самому місті значну частку робочих місць надають приватні підприємці.

## Люди
У місті народилися:
- Байков Олександр Олександрович (1870—1946) — металург, Герой Соціалістичної Праці.
- Свиридов Георгій Васильович (1915—1998) — радянський композитор, народний артист СРСР.
- Чибісов Іван Андрійович (нар. 1936) — український живописець.

## Галерея

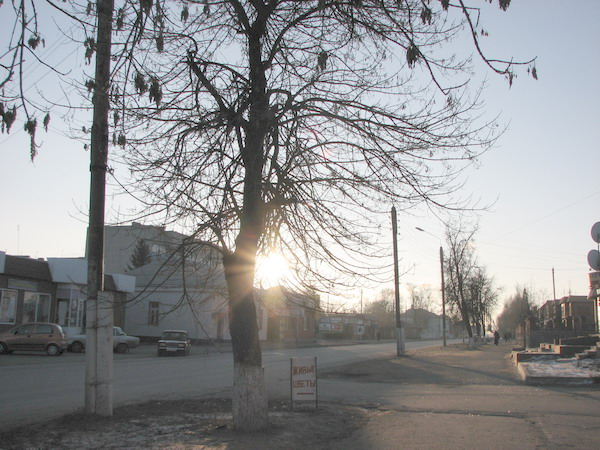
Фатеж. Одна з вулиць
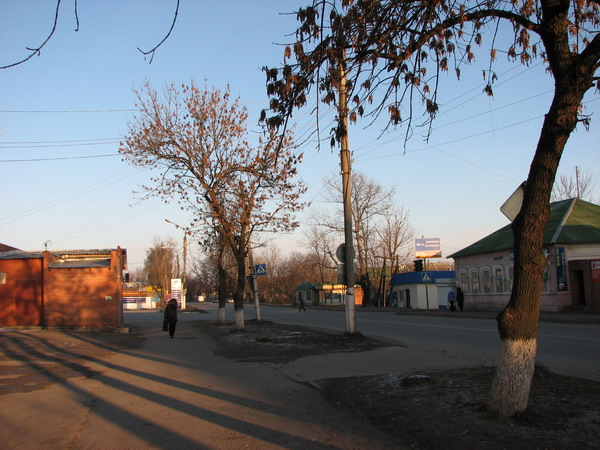
Фатеж